# Maiatz
Maiatz est une association littéraire basque. Son coordinateur est Luzien Etxezaharreta qui fut aussi un de ses fondateurs.

## Historique
Créée en 1981, l'association Maiatz est installée à Bayonne (2 rue Passemillon). Elle vise à rendre compte de la diversité des écrivains en langue basque du Pays basque français.
En 1982, elle commence à publier la revue Maiatz qui réunit des poésies, des nouvelles et des chroniques, écrites en langue basque.
En 1984, elle publie ses premiers ouvrages : Bizitza nola doan d'Itxaro Borda et Concerto guerrillero pour un pays qui n'existe pas : prélude de Marc Legasse.
Parmi les auteurs publiés par Maiatz, on compte aussi Enaut Etxamendi, Marikita Tambourin, Txomin Peillen, Jean-Louis Davant, Manex Pagola, Jon Casenave, Agustin Errotabehere, Zigor ...
Chaque année, l'association propose au mois de mai des rencontres littéraires qui réunissent écrivains et amateurs de littérature basque.